# Mère l'Oye

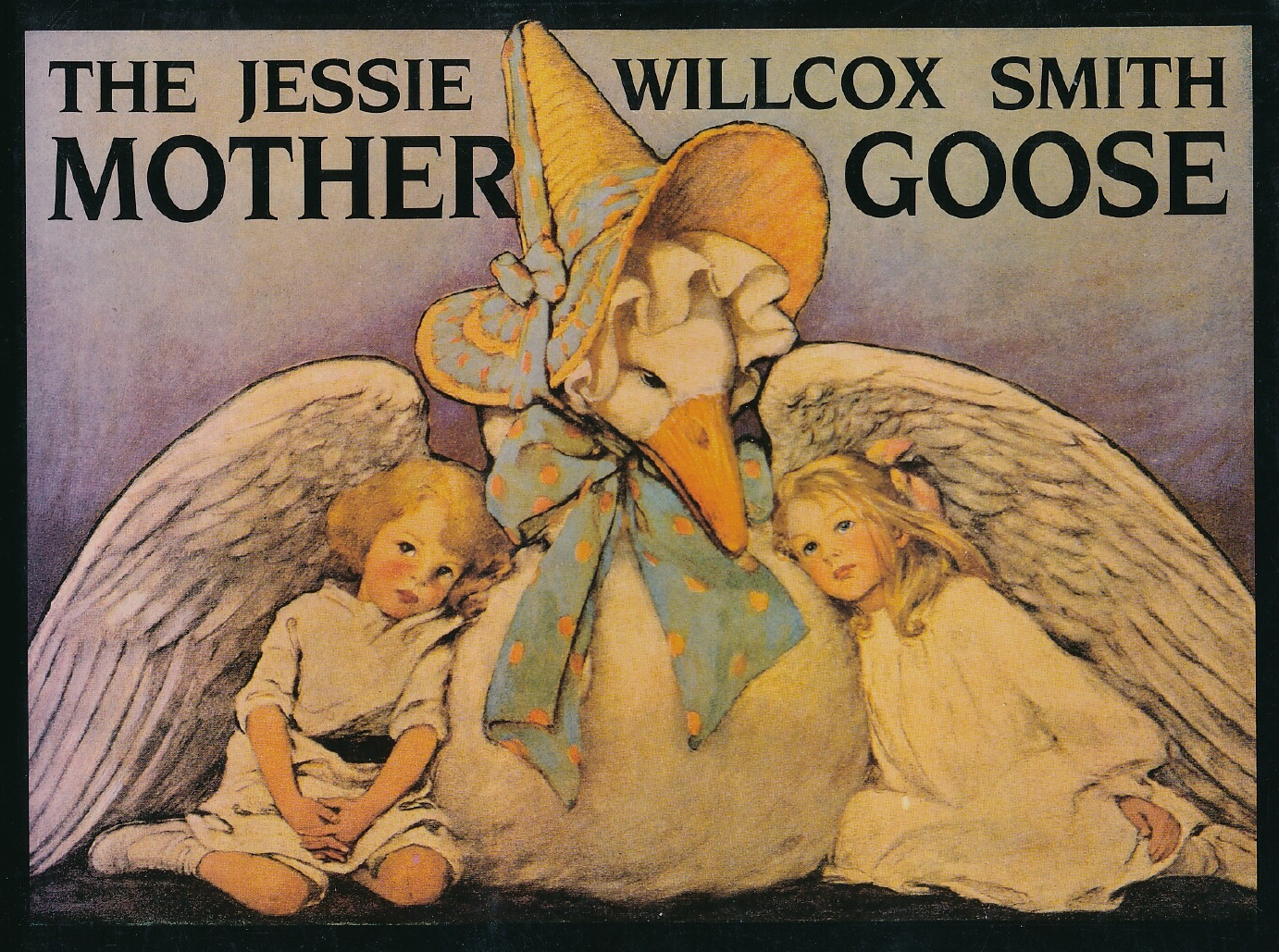
La Mère l'Oye de Jessie Willcox Smith publiée par Dodd, Mead and Company en décembre 1914.

La Mère l'Oye (ou Mère l'Oie, « oye » est l'ancienne graphie de « oie ») est un personnage de fiction pour enfants. Elle est présentée comme l'autrice imaginaire d'un recueil de contes de fées français recueillis par Charles Perrault, Les Contes de ma Mère l'Oye, publié en 1697. Elle se voit plus tard attribuer des comptines anglaises. Elle apparaît également dans une chanson dont la première strophe sert souvent aujourd'hui de comptine. Le personnage apparaît également dans une pantomime dont les origines remontent à 1806.

## Le personnage

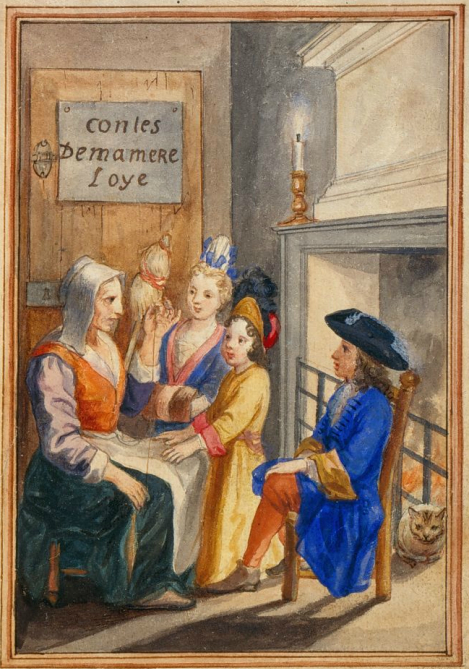
Contes de ma mère l'Oye, illustration à la gouache d'un manuscrit de la fin du XVIIe siècle.

Le nom de Mère l'Oye a été associé à des recueils anglais d'histoires et de comptines popularisées au XVIIe siècle. Les lecteurs anglais étaient déjà familiers avec Old Mother Hubbard, une figure emblématique, lorsque Edmund Spenser publia la satire Mother Hubberd's Tale (en) en 1590, ainsi qu'avec des contes de fées similaires racontés par « Mother Bunch » (le pseudonyme de la conteuse Madame d'Aulnoy) dans les années 1690. Une mention ancienne apparaît dans un aparté d'une chronique française versifiée d'événements hebdomadaires, La Muse historique de Jean Loret, recueillie en 1650. Sa remarque, « comme un conte de la Mère Oye », montre que le terme était facilement compris. Des références supplémentaires à la Mère l'Oye du XVIIe siècle apparaissent dans la littérature française dans les années 1620 et 1630,,.

### Spéculations sur les origines
Au XXe siècle, Katherine Elwes-Thomas a émis l'hypothèse que l'image et le nom « Mère l'Oye » pourraient être basés sur d'anciennes légendes de l'épouse du roi Robert II de France, Berthe de Bourgogne, connue sous Berthe pied d'oie, souvent décrite comme racontant des histoires incroyables qui captivaient les enfants. D'autres chercheurs ont souligné que la mère de Charlemagne, Bertrade de Laon, était connue sous le nom de reine aux pattes d'oie (regina pede aucae). Il existe même des sources qui font remonter l'origine de Mère l'Oye à la légendaire reine de Saba. Des histoires de personnages avec un pied étrange (oie, cygne ou autre) existent dans de nombreuses langues, notamment le moyen allemand, le français, le latin et l'italien. Jacob Grimm a émis l'hypothèse que ces histoires sont liées au personnage germanique supérieur Perchta ou Berchta. Comme les légendes de « Bertha la fileuse » en France et l'histoire de Mère l'Oye, Berchta était associée aux enfants, aux oies et au filage ou au tissage, bien qu'avec des connotations beaucoup plus sombres.
Un de ces personnages, la reine Pédauque, est décrit par l'écrivain Anatole France dans son roman La Rôtisserie de la reine Pédauque : « [Les savants] ont reconnu Ma Mère l'Oie dans cette reine Pédauque que les maîtres imagiers représentèrent sur le portail de Sainte-Marie de Nesles dans le diocèse de Troyes, sur le portail de Sainte-Bénigne de Dijon, sur le portail de Saint-Pourçain en Auvergne et de Saint-Pierre de Nevers. Ils ont identifié Ma Mère l'Oie à la reine Bertrade, femme et commère du roi Robert ; à la reine Berthe au grand pied, mère de Charlemagne ; à la reine de Saba, qui, étant idolâtre, avait le pied fourchu ; à Freya au pied de cygne, la plus belle des déesses scandinaves ; à sainte Lucie, dont le nom était lumière. Mais c'est chercher bien loin et s'amuser à se perdre ».
Malgré les preuves du contraire, il a été affirmé aux États-Unis que la Mère l'Oye originale était l'épouse bostonienne d'Isaac Goose, nommée Elizabeth Foster Goose (1665-1758) ou Mary Goose (décédée en 1690, à l'âge de 42 ans). Elle aurait été la deuxième épouse d'Isaac Goose (également appelé Vergoose ou Vertigoose), qui a donné naissance à six enfants, qui s'ajouteront aux dix d'Isaac. Après la mort d'Isaac, Elizabeth alla vivre avec sa fille aînée, qui avait épousé Thomas Fleet, un éditeur qui vivait à Pudding Lane (aujourd'hui Devonshire Street). « Mère l'Oye » chantait des chansons et des comptines à ses petits-enfants toute la journée, et les autres enfants accouraient pour les écouter. Finalement, son gendre aurait rassemblé ses comptines et les aurait imprimées. Aucune trace d'une telle impression n'a été retrouvée, et les historiens pensent que cette histoire a été inventée par l'arrière-petit-fils de Fleet, John Fleet Eliot, en 1860.

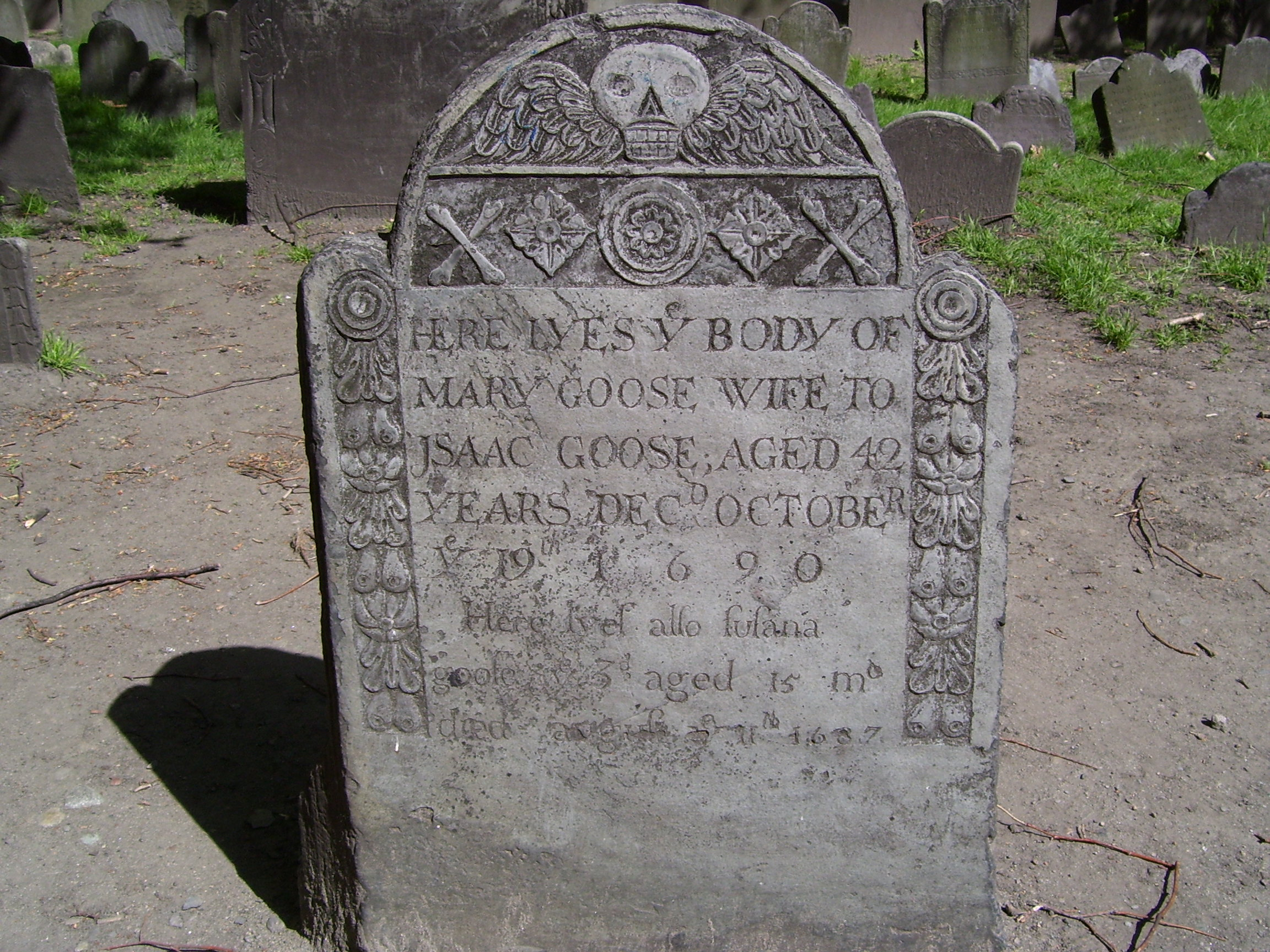
Pierre tombale de Mary Goose au cimetière Granary Burying Ground à Boston, Massachusetts

Iona et Peter Opie, deux sommités en matière de traditions de pépinière, n'accordent aucun crédit aux suppositions d'Elwes-Thomas ou de Boston. Il est généralement admis que le terme ne fait référence à aucune personne en particulier.

## Contes et comptines

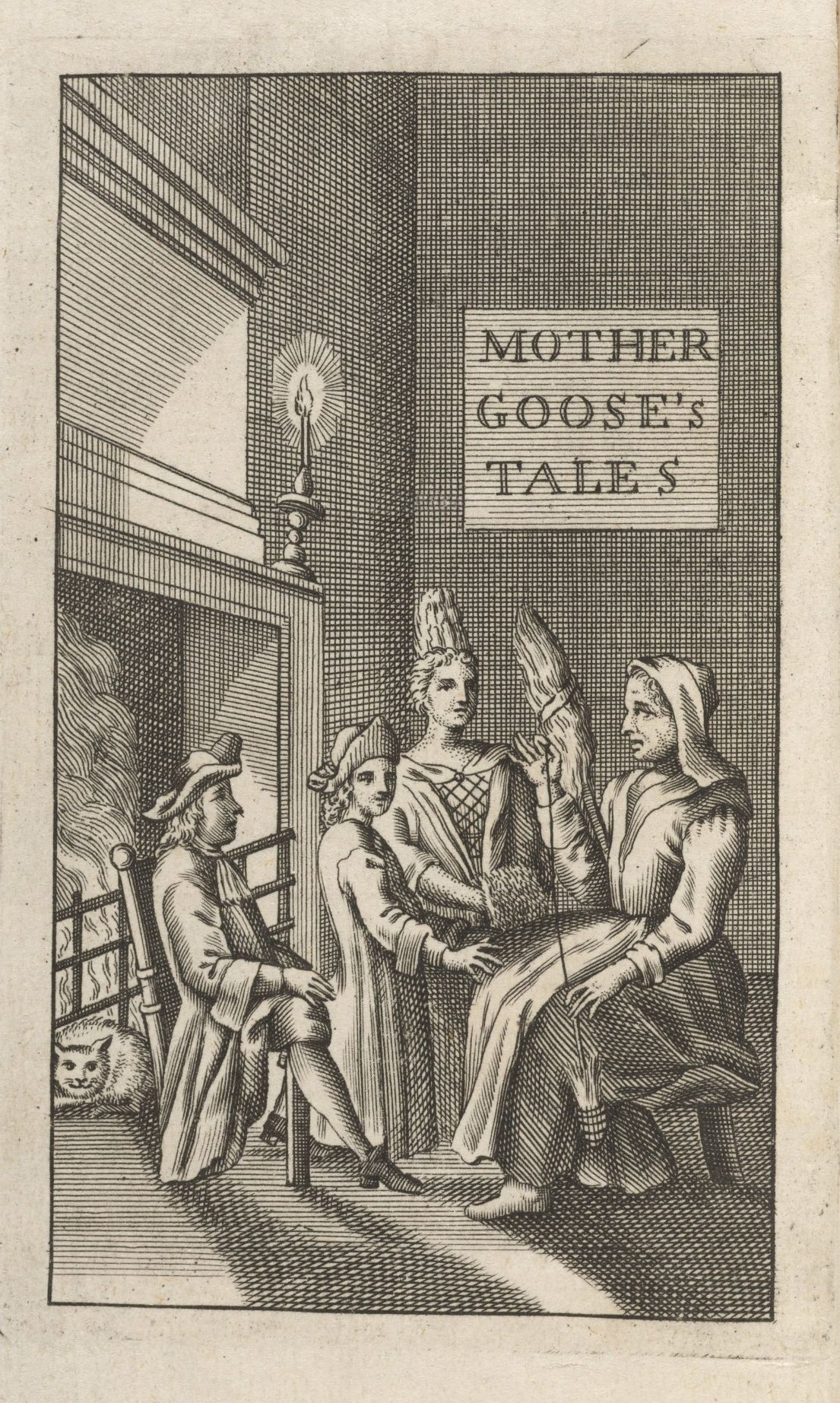
Frontispice de la première traduction anglaise, 1729

Charles Perrault, l'un des initiateurs du genre du conte de fées littéraire (en), publia en 1695 un recueil de tels contes intitulé Histoires ou contes du temps passés, avec des moralités sous le nom de son fils, qui devint plus connu sous son sous-titre de Contes de ma mère l'Oye. La publication de Perrault marque le premier point de départ authentifié pour les histoires de Mère l'Oye.
On pensait autrefois que des comptines avaient été publiées dans la compilation de John Newbery, Mother Goose's Melody, or, Sonnets for the cradle, publiée à Londres dans les années 1760. Mais la première édition a probablement été publiée en 1780 ou 1781 par Thomas Carnan, beau-fils et successeur de Newbery. Bien que cette édition ait été enregistrée auprès de la Stationers' Company en 1780, aucun exemplaire n'a jamais été confirmé, et la plus ancienne édition survivante est datée de 1784. Le nom « Mother Goose » est depuis toujours associé dans le monde anglophone à la poésie pour enfants.

## Pantomime

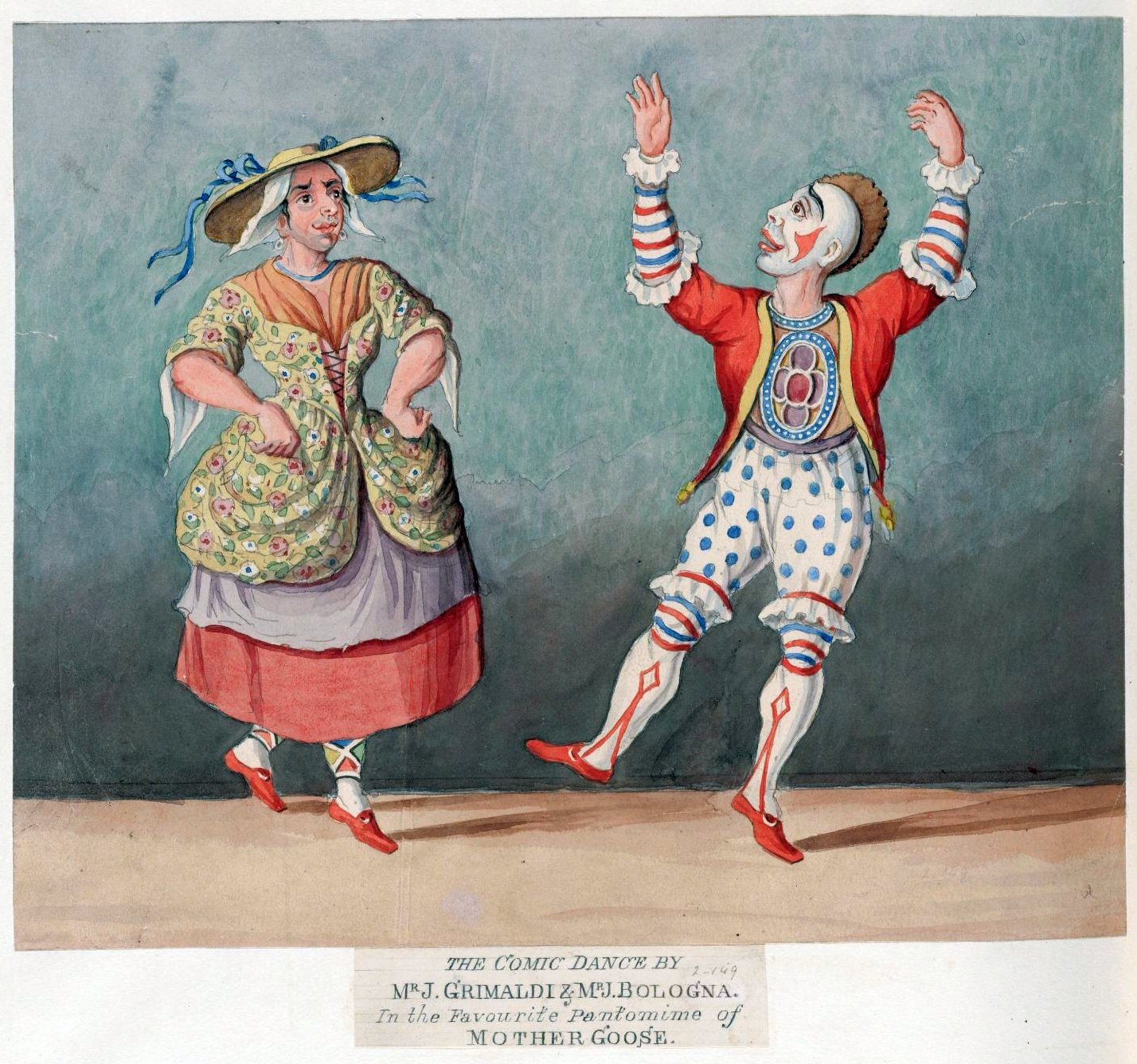
Joseph Grimaldi (à droite) dans le rôle, estampe de 1846 de George Cruikshank

En plus d'être l'auteur présumé de comptines, Mother Goose est elle-même le personnage principal d'une comptine enregistrée par les Opies, dont seul le premier couplet figure dans les éditions ultérieures de leur livre. Intitulé « La Vieille Mère l'Oie et l'Œuf d'Or », ce vers préface un poème de 15 strophes qui raconte une variété d'aventures impliquant non seulement l'œuf mais aussi le fils de Mère l'Oye, Jack. Il existe un recueil illustré omettant leur strophe d'ouverture qui date des années 1820. Une autre version a été enregistrée par James Halliwell-Phillipps dans son ouvrage The Nursery Rhymes of England (1842). D'autres versions plus courtes ont également été enregistrées plus tard.
Cependant, tous ces poèmes s'appuyaient sur une pantomime très réussie, jouée pour la première fois à Londres en 1806. C'est seulement en se référant à son scénario que les lacunes inexpliquées dans la narration du poème sont éclaircies. La pantomime, mise en scène à Covent Garden pendant la période de Noël, était l'œuvre de Thomas John Dibdin et son titre, Arlequin et Mère l'Oye, ou L'Œuf d'Or, indique comment elle combine la tradition de la Commedia dell'arte et d'autres éléments folkloriques avec la fable – dans ce cas L'Oie qui pondait les œufs d'or (en). La version scénique est devenue un véhicule pour le clown Joseph Grimaldi, qui jouait le rôle d'Avaro, mais il existait également un script plus court pour la pantomime d'ombres qui permettait des effets spéciaux d'un autre genre.

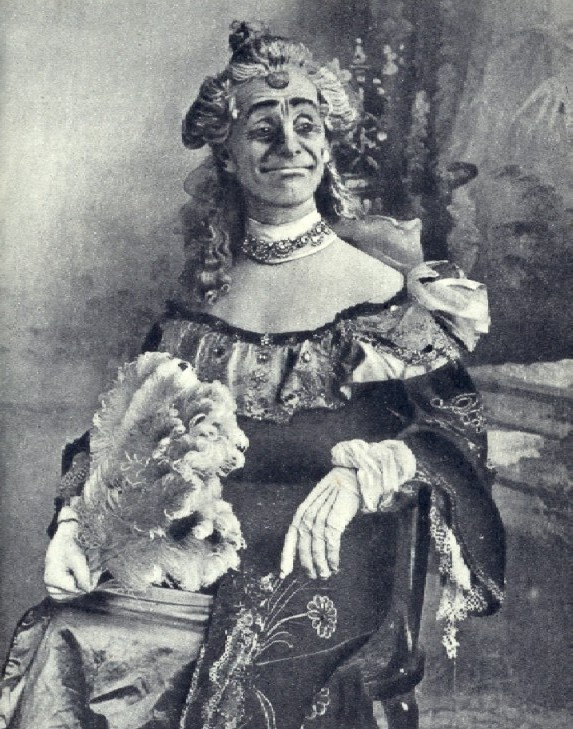
Dan Leno dans le rôle de Mère l'Oye

Des effets spéciaux étaient nécessaires puisque les éléments folkloriques de l'histoire ont fait de Mère l'Oye une sorcière. En référence à cela, et en particulier à la strophe d'ouverture, les illustrations de Mère l'Oye ont commencé à la représenter comme une vieille dame au menton fort qui porte un grand chapeau pointu et vole à califourchon sur une oie. Ryoji Tsurumi a commenté les aspects folkloriques de ce personnage dans sa monographie sur la pièce. Dans la première scène, les didascalies la montrent en train de soulever une tempête et, pour la première fois sur scène, de faire voler un jars – et elle évoque plus tard un fantôme dans une scène macabre dans un cimetière. Ces éléments contrastent avec d'autres de la tradition de l'arlequinade dans laquelle le vieil avare Avaro se transforme en Pantalon, tandis que les jeunes amoureux Colin et Colinette deviennent Arlequin et Colombine.
Une nouvelle pantomime Mother Goose a été écrite pour le comédien Dan Leno par J. Hickory Wood (en) et Arthur Collins (en) pour des représentations au Theatre Royal, Drury Lane en 1902. L'histoire est différente, puisque la pauvre mais heureuse Mère l'Oye est tentée par le Diable avec la richesse. Ce fut l'ancêtre de toutes les pantomimes de ce titre qui suivirent, dont des adaptations continuent de paraître. Le dramaturge John J. McNally (en) a adapté le livret de Wood et Collins pour la comédie musicale de Broadway Mother Goose (en) de 1903, avec le comédien Joseph Cawthorn dans le rôle-titre. Il a utilisé la musique du compositeur Frederick Solomon (en) et les paroles de George V. Hobart (en).
Les comptines sont généralement appelées chansons de Mother Goose aux États-Unis. Cependant, les divertissements pour enfants dans lesquels un mélange de personnages sont introduits pour chanter leurs comptines ont souvent introduit son nom dans les titres américains. Parmi les exemples du début du XXe siècle, on peut citer A dream of Mother Goose and other entertainments de JC Marchant et SJ Mayhew (Boston, 1908) ; Miss Muffet Lost and Found : une pièce de Mother Goose de Katharine C. Baker (Chicago, 1915) ; The Modern Mother Goose : une pièce en trois actes d'Helen Hamilton (Chicago, 1916) ; et la pièce The Strike Mother Goose Settled d'Evelyn Hoxie (Franklin Ohio et Denver Colorado, 1922).

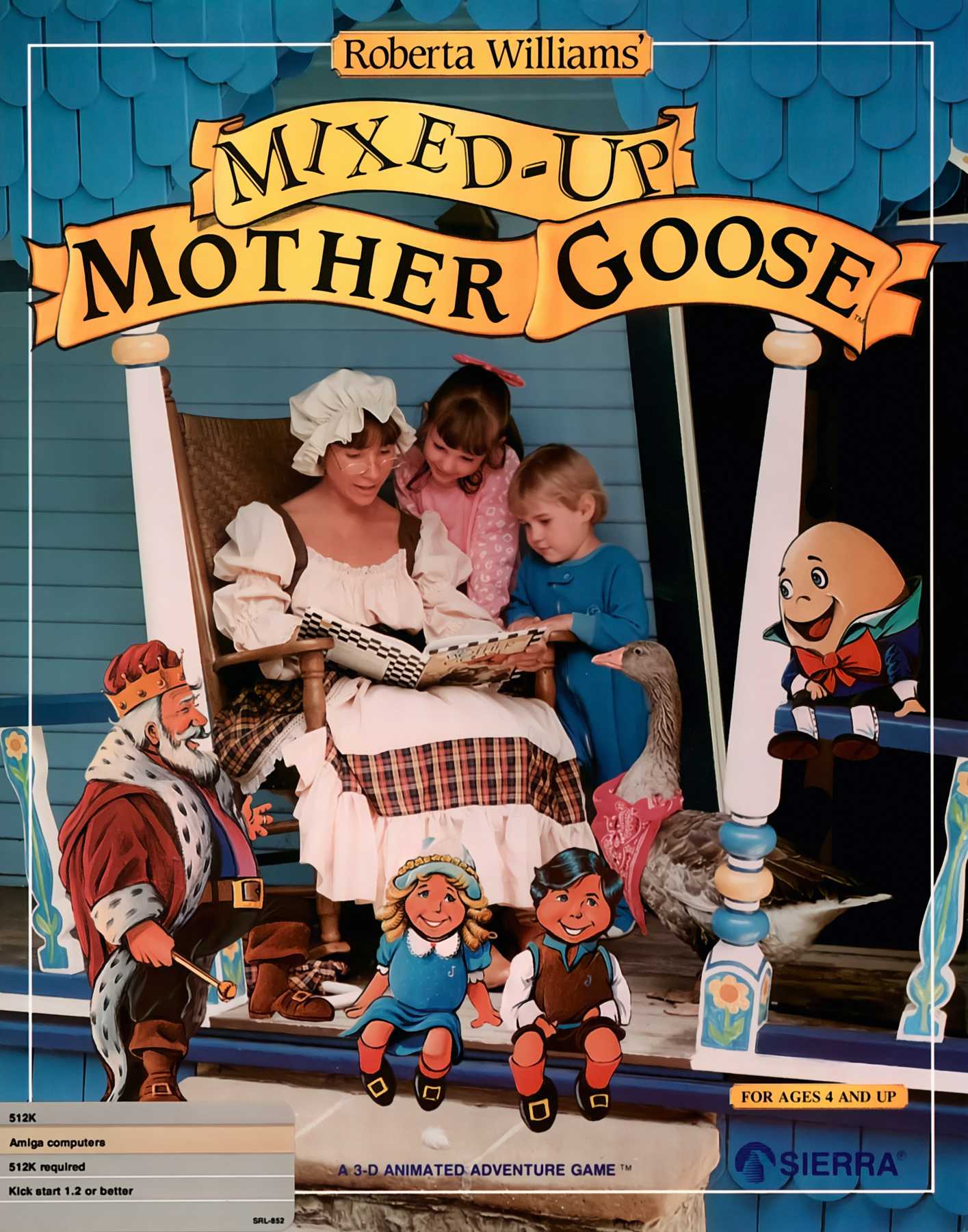
Jaquette du jeu vidéo Ballades au pays de Mère l'Oie.

## Cinéma
- Les Aventures de Clémentine est un court-métrage d'animation français réalisé par Benjamin Rabier et Émile Cohl en 1917 sur une « Mère l'Oie »[41].
- Les Chansons de la mère l'oie et Conte de ma mère l'Oye sont deux courts métrages d'animation américain de la série des Silly Symphonies, produits par Walt Disney Productions. L'un, en noir et blanc, fut réalisé par Burt Gillett et sortit en 1931, l'autre, en couleur, le fit par Wilfred Jackson et parut en 1938. Tous deux puisent dans Les Contes de ma mère l'Oye de Charles Perrault et différentes comptines.
- Les Contes de ma mère l'oie est un film animé américain de la série Merrie Melodies, réalisé par Tex Avery sur un scénario de Dave Monahan et sorti en 1940.

## Autres
- Ma mère l'Oye est une suite musicale de Maurice Ravel inspirée par les contes de Charles Perrault (La Belle au bois dormant et Le Petit Poucet extraits des Contes de ma mère l'Oye, 1697), de Madame Leprince de Beaumont (La Belle et la Bête, 1757) et de Madame d'Aulnoy (Le Serpentin vert, 1697). Sa première version fut écrite pour piano à quatre mains entre 1908 et 1910.
- Aux États-Unis se trouve une statue en granit d'une Mère l'Oye volante par Frederick Roth (en) à l'entrée du Rumsey Playfield (en) dans le Central Park de New York[42]. Installé en 1938, il comporte plusieurs autres personnages de comptines sculptés sur ses flancs[43]. À plus petite échelle, se trouve la statue tournante contemporaine en bronze de Richard Henry Recchia (en) dans la bibliothèque publique de Rockport, dans le Massachusetts. Mère l'Oye y est représentée racontant les histoires qui lui sont associées à deux petits enfants, avec douze reliefs illustrant ces histoires sur sa base ronde[44].
- Ballades au pays de Mère l'Oie est un jeu vidéo d'aventure éducatif développé et édité par Sierra On-Line et designé par Roberta Williams, sorti en 1987.
- Récursivité croisée de mère l'Oie et La Formule de diffraction de mère l'Oie sont deux épisodes consécutifs de la série animée Steins;Gate 0, datant de 2018.

## Galerie

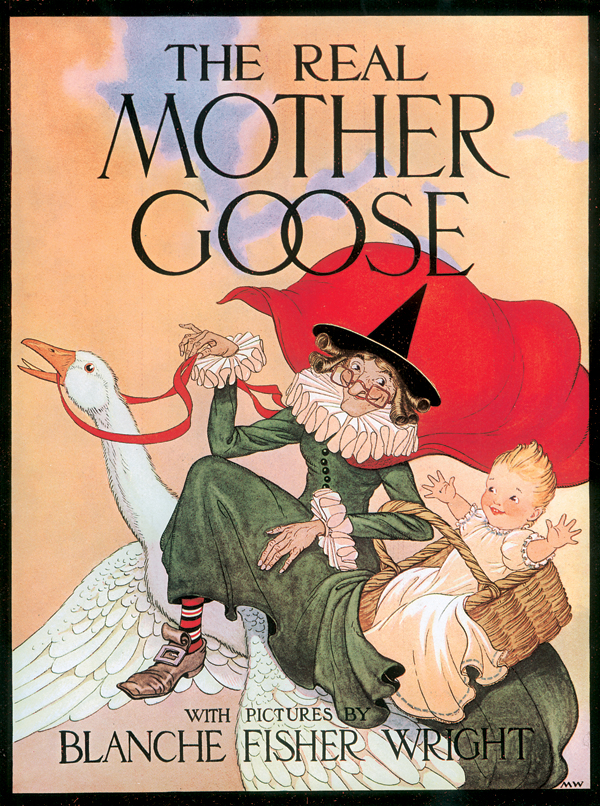
Illustration de couverture de Blanche Fisher Wright (en) pour le livre de Rand McNally (en) de 1916 The Real Mother Goose.
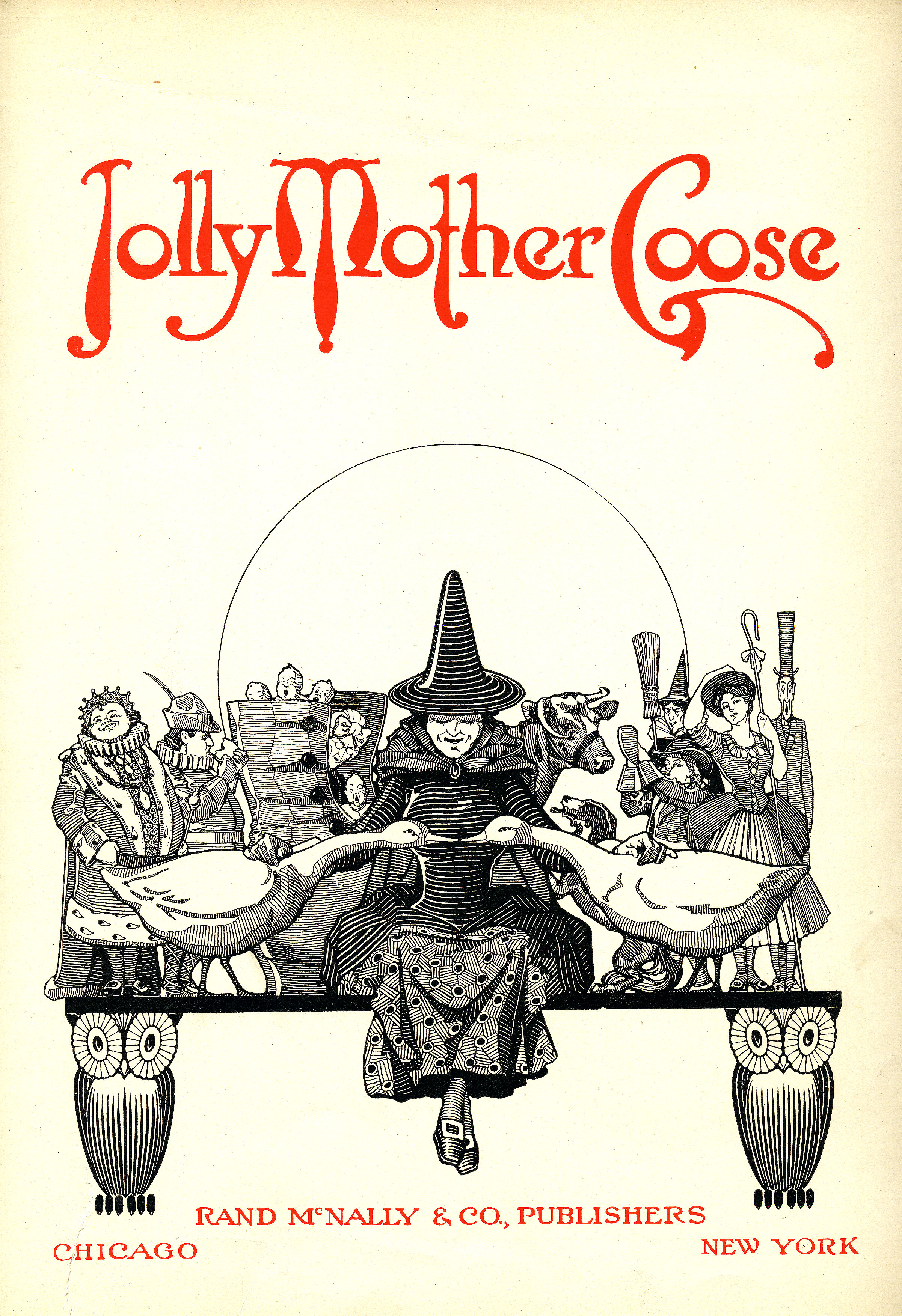
Illustration de Blanche Fisher Wright (en) pour le livre de Rand McNally (en) de 1916 Jolly Mother Goose.
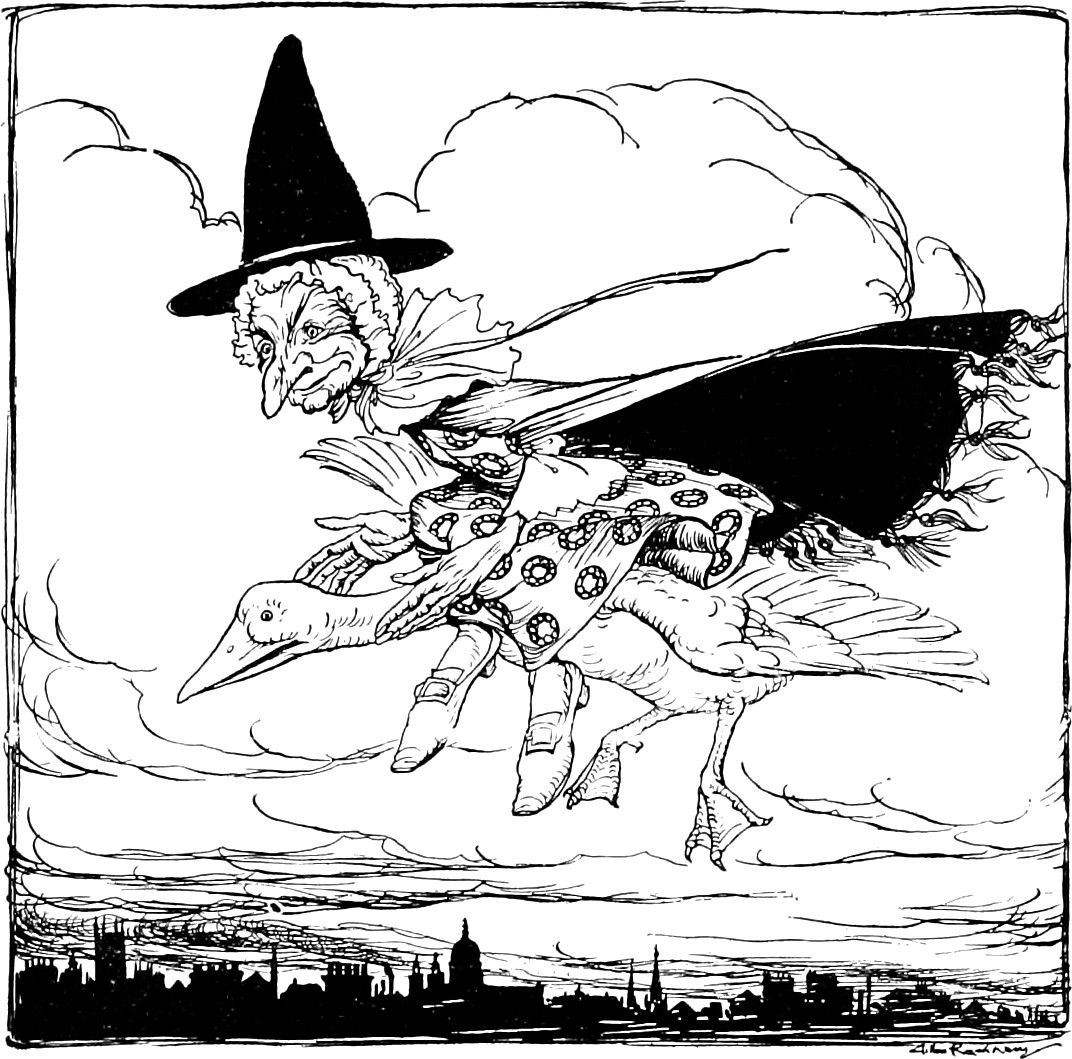
The Nursery Rhymes of Mother Goose, écrit par William Fayal Clarke et illustré par Arthur Rackham.
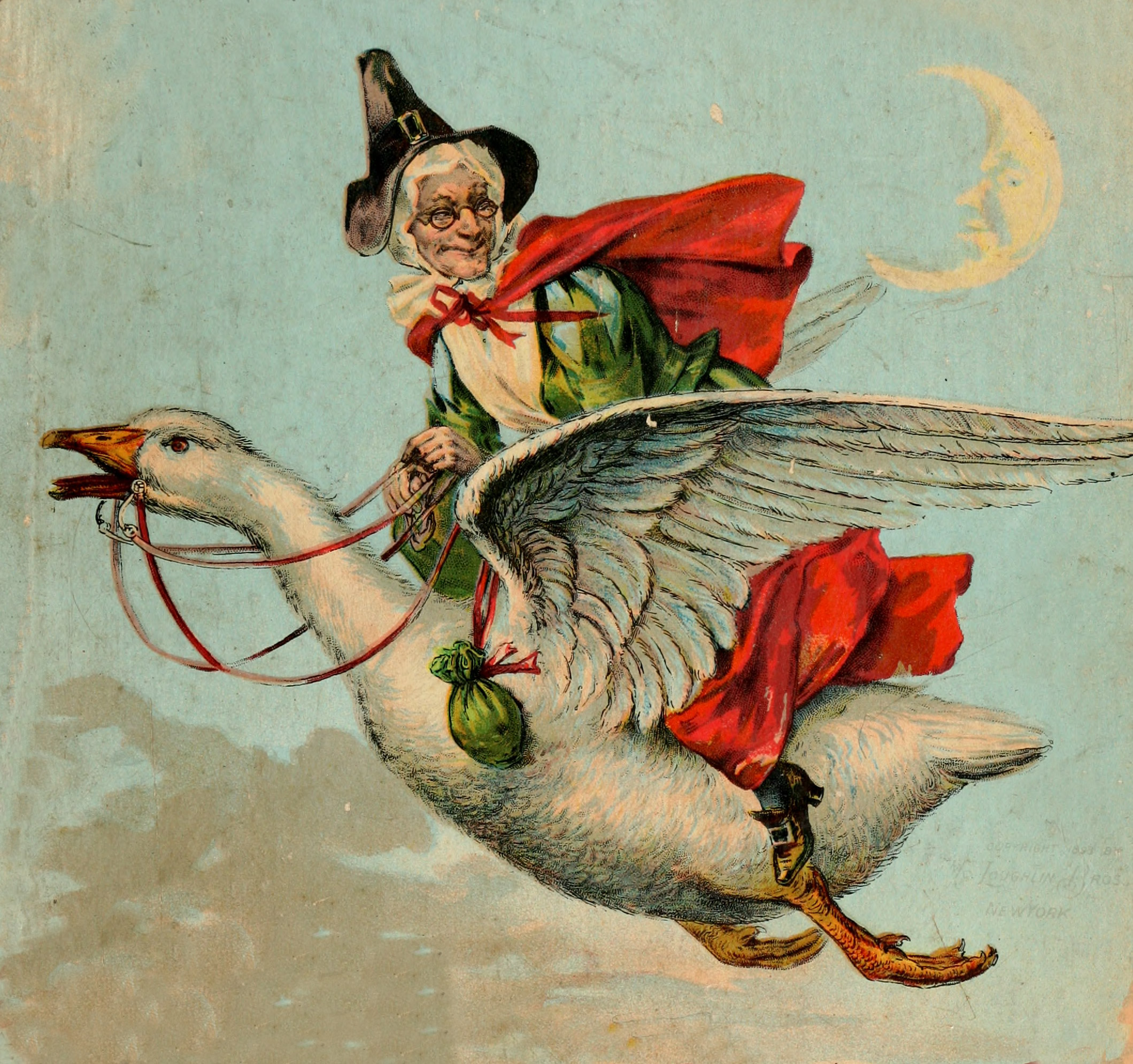
Illustration de Gems from Mother Goose, recueil de comptine publié en 1899.
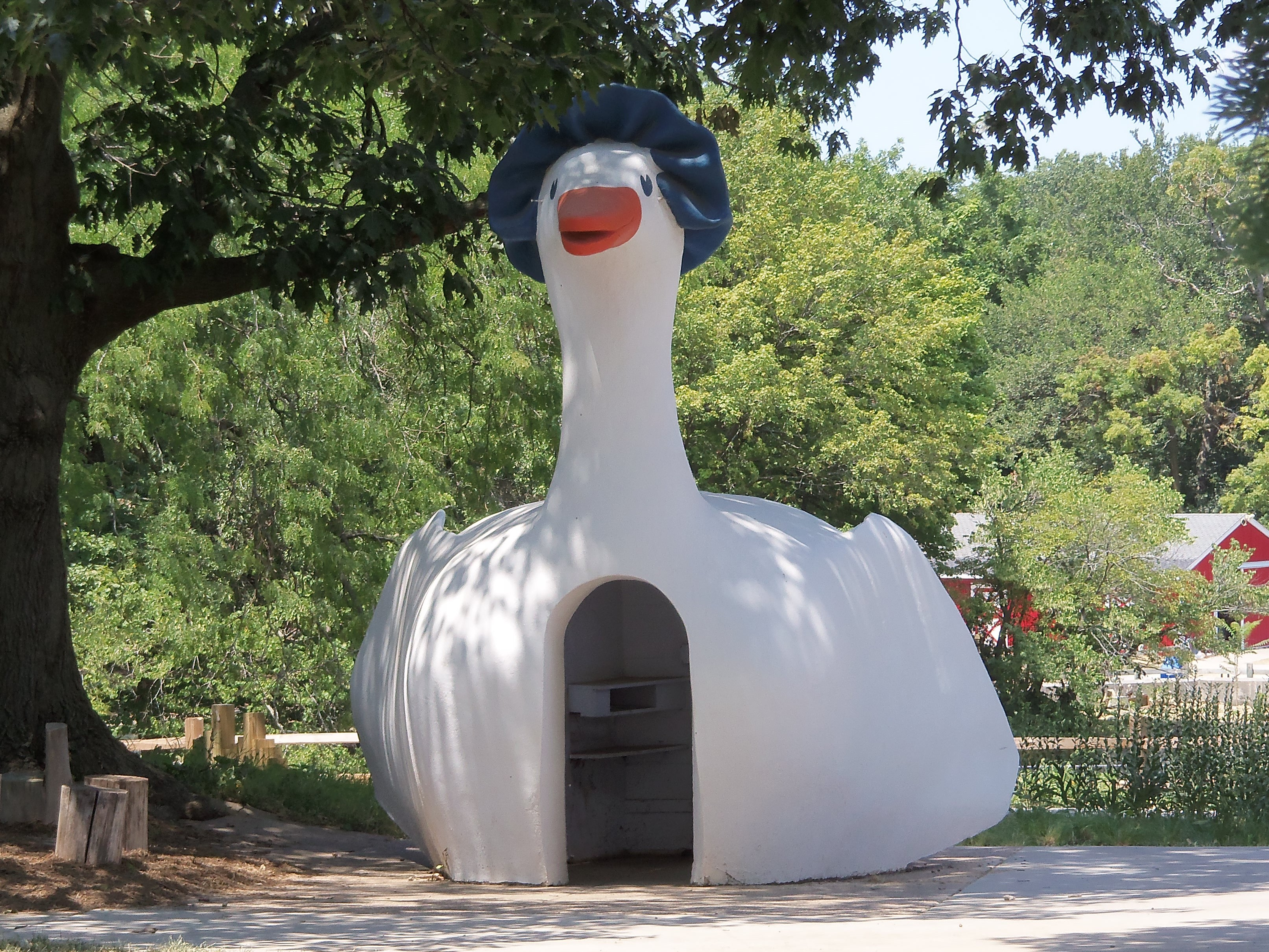
Mother Goose Land à Fejervary Park (en), Davenport (Iowa).
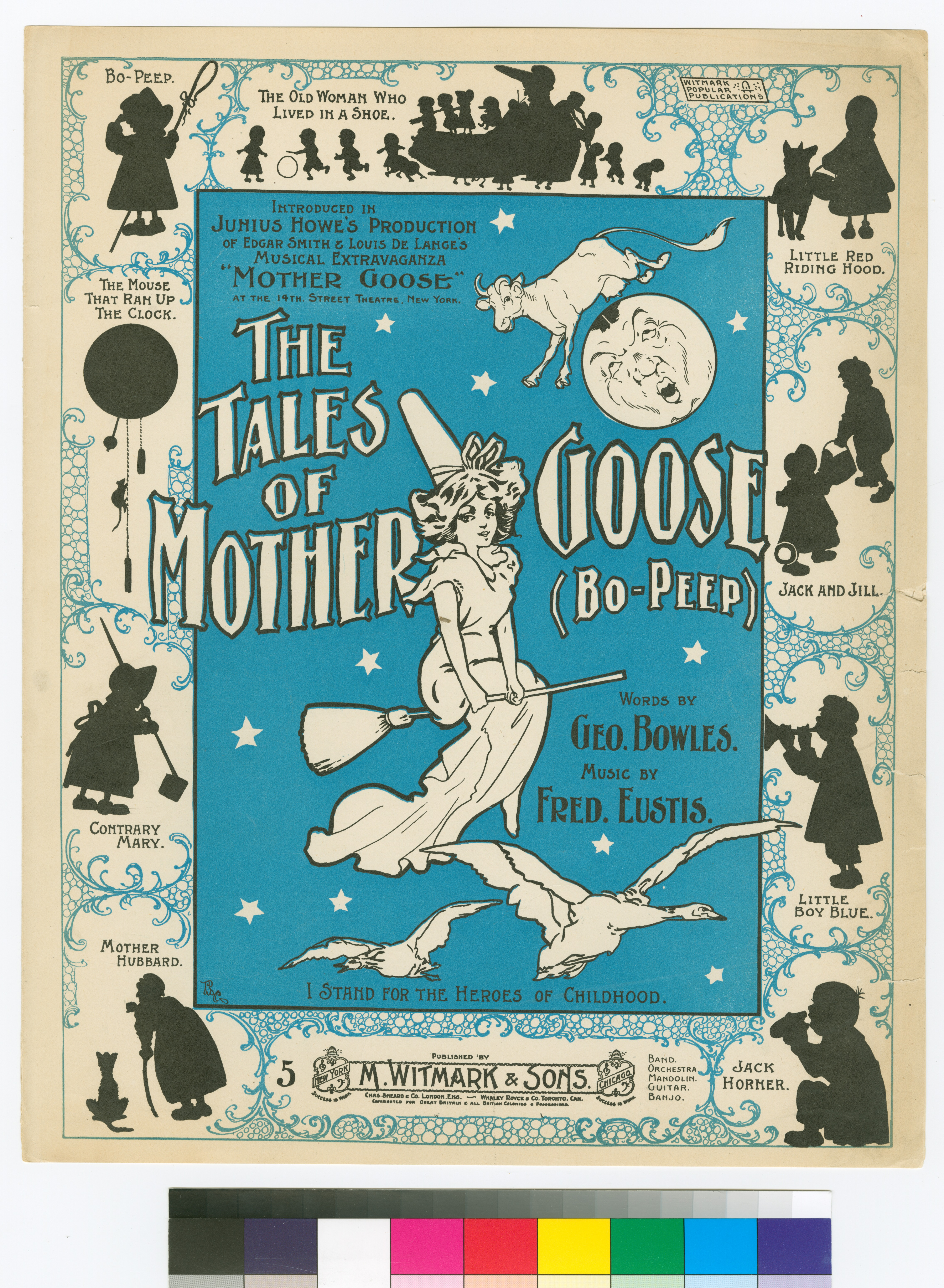
Affiche de 1897 du spectacle musical Bo-peep, or, Tales of Mother Goose.